# غراهام أستلي
غراهام أستلي (بالإنجليزية: Graham Astley)‏ (31 مارس 1957 بسيدني في أستراليا - ) هو لاعب كريكت أسترالي. لعب مع فريق تسمانيا للكريكت.

## وصلات خارجية
- غراهام أستلي على موقع إي آس بي آن كريك إنفو (الإنجليزية)